# Nervia
Il Nervia è un fiume del ponente ligure, lungo 28,3 km.

## Geografia
Il torrente nasce dalle pendici del Monte Pietravecchia; nella parte iniziale, nei pressi di Buggio, prende il nome di Valun de Tane (torrentino delle Tane). Nel tratto terminale fino alla foce segna il confine tra la zona più a levante del comune di Ventimiglia (chiamata essa stessa Nervia) e la borgata di Camporosso Mare.
In una delle valli laterali di destra del Nervia, la valle dell'Arme, alla quota di 1319 m s.l.m., è stato realizzato nel 1963 uno sbarramento che ha permesso la creazione di un invaso artificiale, il Lago di Tenarda (l'unico della Provincia di Imperia). Questo lago, che ha una capienza di 1.500.000 m³, concorre all'approvvigionamento idrico di Sanremo. 
Il bacino idrografico del Nervia si estende complessivamente per 185 km².

### Affluenti
In destra orografica:
- rio dei Rugli,
- rio Muratone,
- rio Altomoro,
- rio Marcora,
- rio Papeira,
- torrente Barbaira.

In sinistra orografica:
- rio Ubago,
- rio Gordale,
- rio Bonda,
- rio Toca,
- torrente Merdanzo (nella cui valle si trova Apricale) che confluisce nel Nervia a Isolabona,
- rio Peitavino o Vallone degli Orti in Dolceacqua.

## Regime
Il Nervia, essendo un corso d'acqua a carattere torrentizio, ha una portata soggetta ad ampie variazioni stagionali. Negli ultimi chilometri, specie d'estate, il torrente si infiltra completamente nei depositi alluvionali, e pertanto il letto superficiale appare asciutto.

## La protezione dell'area

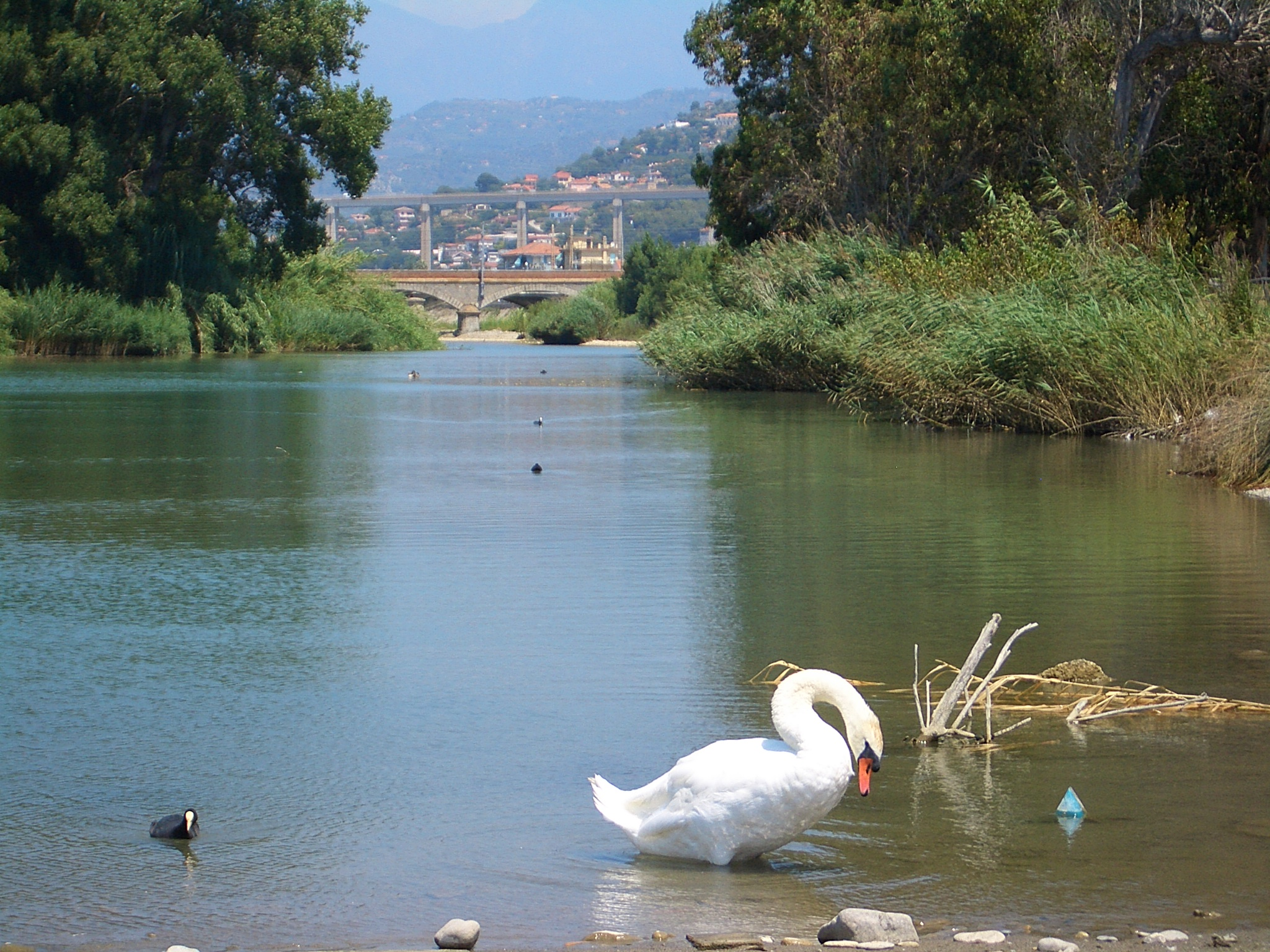
La zona del SIC

L'area intorno all'alveo del torrente e alla sua foce, per la sua importanza nella tutela della biodiversità, è interessata da due diversi progetti di tutela: quello più antico, in prossimità della foce, è l'Oasi faunistica del Nervia, istituita a partire dal 1982 e oggi in gestione al WWF. L'Oasi copre una superficie di 60.000 m².
Dal 2005 il torrente Nervia è protetto anche lungo il suo percorso: è stato istituito il sito di interesse comunitario (SIC) di Tipo B della Regione Liguria con Decreto Ministeriale 25 marzo 2005, ai sensi della Direttiva 92/43/CEE (Direttiva Habitat), per un'area di 44 ettari.